# Herz Jesu (Harburg)

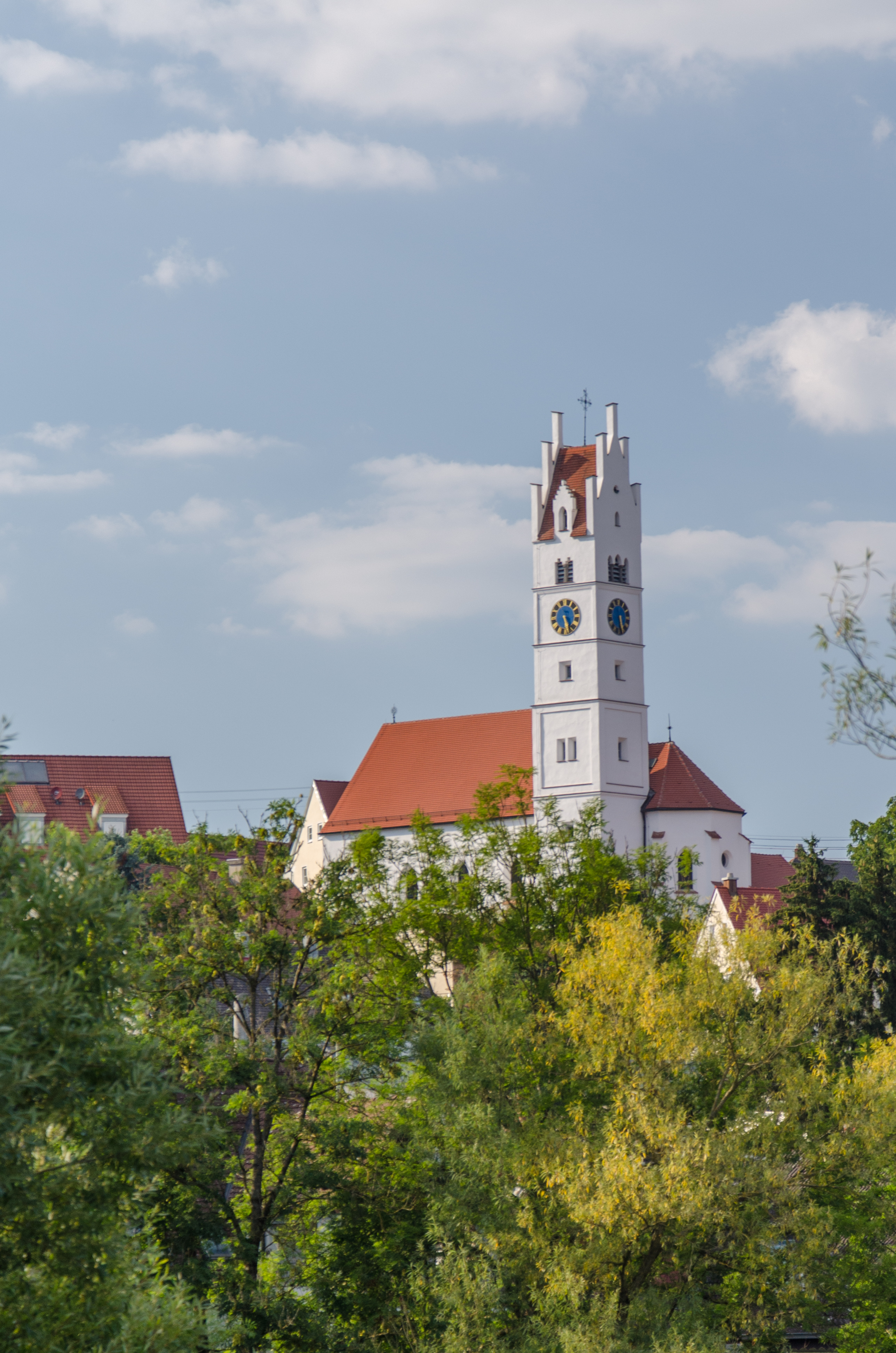
Herz-Jesu-Kirche

Heiligstes Herz Jesu ist die römisch-katholische Pfarrkirche in Harburg im Landkreis Donau-Ries in Schwaben (Bayern).

## Geschichte
An der höchsten Stelle des Kirchberges steht die im neugotischen Stil erbaute katholische Herz-Jesu-Kirche.
Mit dem Bau der Kirche wurde am 28. Oktober 1901 nach den Plänen von Architekt Jakob Angermair begonnen. Bis zum Herbst des folgenden Jahres stand der Rohbau. Am 4. Mai 1903 weihte Bischof Maximilian von Lingg die Kirche dem Heiligsten Herzen Jesu.
Die Kirche wurde erst Anfang des 20. Jahrhunderts erbaut, da es zuvor nur ganz wenige Katholiken in Harburg gab. Das lag daran, dass die Grafen zu Oettingen nach der Reformation die Luther'sche Lehre eingeführt hatten und deshalb alle Bürger evangelisch wurden. Noch bis Beginn des 19. Jahrhunderts war es nach den geltenden Regeln nicht möglich, dass sich eine Person anderer Konfession in einem evangelischen Ort länger aufhalten oder gar sesshaft werden durfte. Deshalb zogen nur wenige katholische Christen zu.
Die Harburger Katholiken besuchten daher, bevor die Herz-Jesu-Kirche erbaut wurde, die Messe in Hoppingen. Um nach Hoppingen zum Gottesdienst zu kommen, waren sie über eine Stunde unterwegs. Karl Lamprecht, von 1894 bis 1904 Pfarrer in Hoppingen, unterstützte die Harburger Katholiken, die einen eigenen Gottesdienst in Harburg wollten. Als erstes wurde der Kirchenbauverein gegründet, der den Zweck hatte die finanziellen Mittel zur Errichtung eines katholischen Gotteshauses in Harburg aufzubringen. Josef Lembeck und sein Vater stifteten einen Obstgarten an der Nördlinger Straße und für die inzwischen auf 144 Gläubige angewachsene Gemeinde.
Nachdem sich nach dem Zweiten Weltkrieg viele Vertriebene und Flüchtlinge in Harburg niederließen, darunter auch ein aus Oberschlesien stammender Seelsorger, stieg die Zahl der katholischen Bevölkerung auf etwa 1200. Der 1947 zugezogene Pfarrer war erster katholischer Geistlicher der Herz-Jesu-Kirche in Harburg, die 1957 zur eigenen selbständigen Pfarrei erhoben wurde.

## Baubeschreibung
Die Herz-Jesu-Kirche besteht aus einem neugotischen Saalbau mit einem eingezogenen Polygonalchor. Daran schließt sich an dem südlichen Chorwinkel der Kirchturm an, der mit Gurtgesimse und Ecklisenen gestaltet ist. Das Turmdach hat auf der Süd- und Nordseite jeweils ein Zwerchhaus sowie auf der Ost- und Westseite Giebelzinnen. Am nördlichen Chorwinkel schließt sich der Sakristeibau und eine offene Vorhalle an.